# Stern des Südens

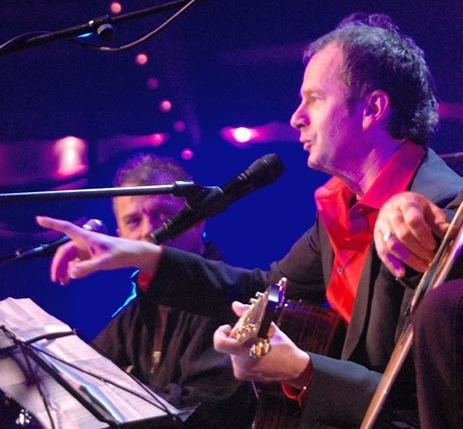
Willy Astor, compositor del himno Stern des Südens.

Stern des Südens es una canción compuesta por el compositor alemán Willy Astor. Es el himno del equipo alemán de fútbol Bayern Múnich, y es cantada al principio de sus partidos en el estadio Allianz Arena de Múnich.
El título de la canción traducido al español significa "Estrella del sur", ya que la ciudad de Múnich se encuentra al sur de Alemania.

## Letra
Welche Münchner Fußballmannschaft kennt man auf der ganzen Welt?

Wie heißt dieser Klub, der hierzulande die Rekorde hält?

Wer hat schon gewonnen, was es jemals zu gewinnen gab?

Wer bringt seit Jahrzehnten unsere Bundesliga voll auf Trab?

FC Bayern, Stern des Südens, du wirst niemals untergehn,

weil wir in guten wie in schlechten Zeiten zueinander stehn,

FC Bayern, Deutscher Meister, ja, so heißt er mein Verein,

Ja, so war es und so ist es und so wird es immer sein!

Wo wird lauschend angegriffen, wo wird täglich spioniert?

Wo ist Presse, wo ist Rummel, wo wird immer diskutiert?

Wer spielt in jedem Stadion vor ausverkauftem Haus?

Wer hält den großen Druck der Gegner stets aufs Neue aus?

FC Bayern, Stern des Südens, du wirst niemals untergehn,

weil wir in guten wie in schlechten Zeiten zueinander stehn,

FC Bayern, Deutscher Meister, ja, so heißt er mein Verein,

Ja, so war es und so ist es und so wird es immer sein!

Ob Bundesliga, im Pokal oder Champions League,

ja, gibt es denn was Schöneres als einen Bayern-Sieg?

Hier ist Leben, hier ist Liebe, hier ist Freude und auch Leid.

Bayern München! Deutscher Meister! Bis in alle Ewigkeit.

FC Bayern, Stern des Südens, du wirst niemals untergehn,

weil wir in guten wie in schlechten Zeiten zueinander stehn,

FC Bayern, Deutscher Meister, ja, so heißt er mein Verein,

Ja, so war es und so ist es und so wird es immer sein!

FC Bayern, Stern des Südens, du wirst niemals untergehn,

weil wir in guten wie in schlechten Zeiten zueinander stehn,

FC Bayern, Deutscher Meister, ja, so heißt er mein Verein,

Ja, so war es und so ist es und so wird es immer sein!

FC Bayern, Deutscher Meister, ja, so heißt er mein Verein,

Ja, so war es und so ist es und so wird es immer sein!
¿Qué equipo de fútbol de Múnich es conocido en todo el mundo?

¿Cuál es el nombre de este club que tiene todos los records en este país?

¿Quién ha ganado todo lo que hay que ganar?

¿Quién tiene en la Bundesliga a sus competidores a raya?

FC Bayern, Estrella del Sur, que nunca va a bajar,

porque vamos a estar juntos en las buenas y en las malas,

FC Bayern, Campeones de Alemania, sí este es mi club de fútbol,

Sí, esa es la forma en que fue, es y siempre lo será.

¿Dónde está, donde hay ataques de escucha, donde es donde hay todos los días de espionaje?

¿Dónde está la prensa, dónde está la publicidad, donde siempre son los debates?

¿Quién juega en cada estadio ante un lleno total?

¿Quién está gran presión del oponente de nuevo cada vez?

Coro

FC Bayern, Estrella del Sur, que nunca va a bajar,

porque vamos a estar juntos en las buenas y en las malas,

FC Bayern, Campeones de Alemania, sí que es mi club de fútbol,

Sí, esa es la forma en que fue, es y siempre lo será.

Ya sea en la Bundesliga, la Copa de Alemania o de la Liga de Campeones,

¿hay algo mejor que una victoria del Bayern?

Aquí está la vida, el amor, la felicidad e incluso dolor.

Bayern München! Campeones alemanes! Por toda la eternidad.

Coro

FC Bayern, Estrella del Sur, que nunca va a bajar,

porque vamos a estar juntos en las buenas y en las malas,

FC Bayern, Campeones de Alemania, sí que es mi club de fútbol,

Sí, esa es la forma en que fue, es y siempre lo será.

FC Bayern, Estrella del Sur, que nunca va a bajar,

porque vamos a estar juntos en las buenas y en las malas,

FC Bayern, Campeones de Alemania, sí que es mi club de fútbol,

Sí, esa es la forma en que fue, es y siempre lo será.

FC Bayern, Campeones de Alemania, sí que es mi club de fútbol,

Sí, esa es la forma en que fue, es y siempre lo será.